# Онир (мифология)

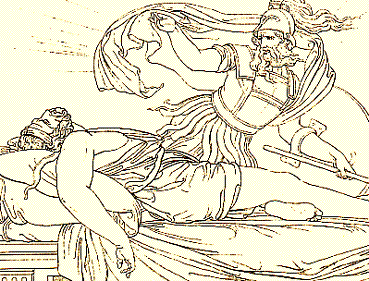
Спящий Агамемном и Онирос в облике Нестора

Онир, Онирос (др.-греч. Ὄνειρος) Бог вещих и лживых сновидений. Сын Нюкты и Эреба. Брат Гипноса, Таната, Мома и других детей Нюкты.
У Гесиода упомянуты Ониры — «толпа сновидений» рождённых Нюктой.
Онирами считаются: Морфей, Фантас и Фобетор (Икел). 
Во время Троянской войны по указанию Зевса Онирос под видом Нестора явился к Агамемнону во сне и велел начинать бой, сказав, что греки одержат победу, и этим обманул его.
Божеству Ониру посвящён LXXXVI орфический гимн.